# کریستیان سلمر
کریستیان سلمر (نروژی: Christian Selmer) زادهٔ ۱۶ نوامبر ۱۸۱۶م. برابر با شنبه، ۲۵ آبان ۱۱۹۵خ، در هالدن؛ و درگذشته به تاریخ اول سپتامبر ۱۸۸۹م، برابر با یکشنبه، ۱۰ شهریور ۱۲۶۸خ، در سن ۷۲ سالگی، در اسلوی فعلی، یک وکیل و سیاستمدار نروژی بود.
کریستیان سلمر، از سال ۱۸۸۰م، دومین نخست‌وزیر نروژ بود. اما در سال ۱۸۸۴م، به دادگاه عالی احضار، محاکمه و محکوم شد و دولت وی، مجبور به استعفا گشت؛ و این مقدمه تثبیت نظام  پارلمانی در نروژ بود.

## پیشینه
کریستیان سلمر، در سال ۱۸۳۷م، در دانشگاه اسلو، مشغول به تحصیل در رشته حقوق شد و در سال ۱۸۴۲م، با نمرات عالی، تحصیلات خود را به اتمام رساند. سپس مدتی در دستگاه قضایی به خدمت مشغول بود و از سال ۱۸۶۲م، قاضی شهر، در دادگاه درامن بود. در سال ۱۸۷۱م، به نمایندگی در مجلس ملی نروژ، برگزیده شد و تا سال ۱۸۷۴م، نماینده مجلس بود. بین سالهای ۱۸۷۴تا ۱۸۸۰م، وی به نوبت ریاست چند وزارتخانه در دولت فردریک استانگ را بر عهده داشت. در نوامبر سال ۱۸۸۰م، کریستیان سلمر، به عنوان دومین نخست‌وزیر نروژ، جانشین فردریک استانگ، شد.

### نزاع بر سر تفکیک قوای سه‌گانه
در حین مبارزات شدید سیاسی بر سر تفسیر مفهوم تفکیک قوای ۳ گانه و میزان دسترسی وزیران دولت، در مجلس ملی نروژ، کریستیان سلمر، در وهله اول، موفق شد، نظر اسکار دوم سوئد را به نفع خود جلب کند و به این ترتیب از پذیرش پیشنهاد آشتی حزب لیبرال جلوگیری نماید. امید کریستیان سلمر، این بود که در فرصتی که به این ترتیب به دست می‌آورد، واکنش محافظه کاران را سازمان دهد. اما نمایندگان لیبرال با رد پی یا پی لوایح پیشنهادی دولت، نخست‌وزیر
محافظه کار را متقابلاً تحت فشار شدیدی قرار دادند. در این درگیری کریستیان سلمر با اتکاء به نظر مساعد و حمایت پادشاه از خود، پیشنهادهای پی در پی نمایندگان  حزب لیبرال را رد کرد. اما وقتی که نمایندگان مجلس در آوریل سال ۱۸۸۳م، بر علیه نخست‌وزیر، اقامه دعوا کرده و وی را به دادگاه عالی احضار نمودند، دیگر اسکار دوم سوئد، چندان به ادامه حمایت خود از دولت مطمئن نبود. حکم دادگاه درتاریخ ۲۷ فوریه ۱۸۸۴م، صادر شد و به محکومیت کریستیان سلمر، مبنی بر سوءاستفاده از اختیارات مقام نخست‌وزیری و عضویت در شورای پادشاهی انجامید؛ و به این ترتیب کریستیان سلمر، در تاریخ اول مارس ۱۸۸۴م، مجبور به استعفاء شد. حکم این دادگاه مقدمه ای بود که به تدریج باعث استقرار نظام پارلمانی در نروژ شد. در آوریل همان سال، کریستیان سلمر نیز به سمت حسابرس کل ارتش و نیروی دریایی منصوب شد.